# Baía de Sagami

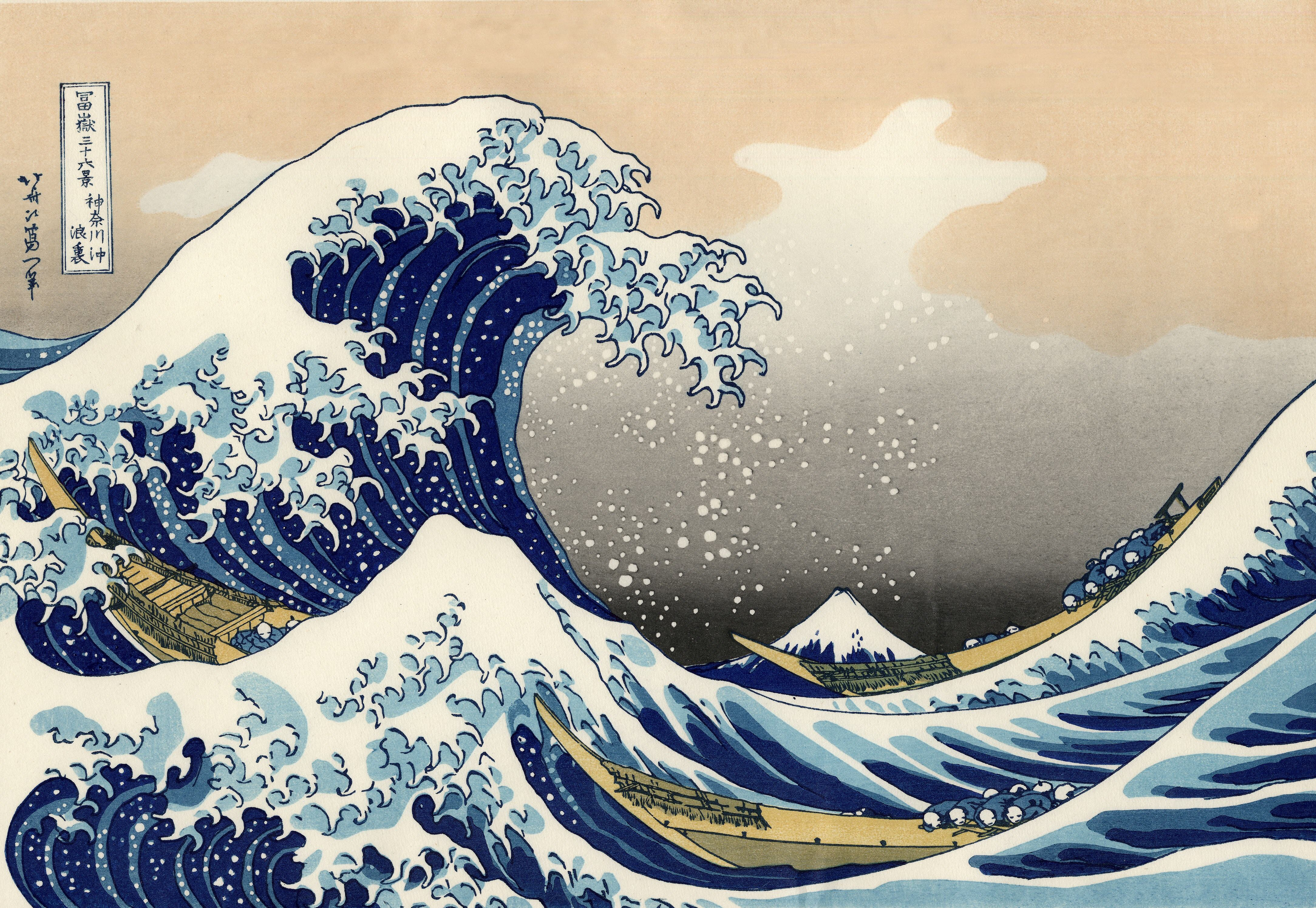
A cena drámatica da Grande Onda de Kanagawa de Hokusai mostra parte do monte Fuji e da baía de Sagami

A baía de Sagami (em japonês 相模湾, Sagami-wan), também conhecida como golfo de Sagami ou mar de Sagami, é uma baía localizada no sul da província de Kanagawa, em Honshu, no centro do Japão. A península de Miura situa-se a leste e a de Izu a oeste da baía, que dista aproximadamente 40 km a sudoeste da capital, Tóquio.
A corrente de Kuroshio (corrente negra) aquece a baía, permitindo que nela vivam organismos marinhos típicos de localizações mais a sul e que o clima das zonas próximas da baía seja ameno. A profundidade máxima da baía de Sagami é de 700 metros.
As maiores cidades localizadas nas proximidades são Chigasaki, Fujisawa, Hiratsuka, Ito e Kamakura.
Em 2004, verificou-se a presença de radioactividade em amostras do solo da baía, devido aos testes nucleares realizados no atol de Bikini de 1946 a 1958. .